# Aeshna scotias
Aeshna scotias är en trollsländeart som beskrevs av Elliot C.G. Pinhey 1952. Aeshna scotias ingår i släktet mosaiktrollsländor, och familjen mosaiktrollsländor. Inga underarter finns listade i Catalogue of Life.